# Södra Möckleby
Södra Möckleby är kyrkbyn i Södra Möckleby socken i Mörbylånga kommun i Kalmar län som utgör en del av tätorten Degerhamn.. Byn är belägen på sydvästra Öland med ett vägavstånd på drygt 20 km från kommunens centralort Mörbylånga i sydlig riktning.
I Södra Möckleby ligger Södra Möckleby kyrka.